# Anagyrus belibus
Anagyrus belibus är en stekelart som först beskrevs av Walker 1837.  Anagyrus belibus ingår i släktet Anagyrus och familjen sköldlussteklar. Arten är reproducerande i Sverige. Inga underarter finns listade i Catalogue of Life.